# Alejandro Pidal y Mon
Alejandro Pidal y Mon (Madrid, 26 d'agost de 1846 - Madrid, 19 d'octubre de 1913) va ser un polític i acadèmic espanyol. Va ser ministre de Foment en 1884, en un Govern de Cánovas del Castillo, membre i director de la Reial Acadèmia Espanyola, numerari de la Reial Acadèmia de la Història, president del Congrés dels Diputats i ambaixador d'Espanya al Vaticà.

## Biografia
Era fill de Pedro José Pidal y Carniado, I marquès de Pidal, i de Manuela Mon (germana d'Alejandro Mon y Menéndez, que va presidir el Consell de Ministres i va ser ambaixador a Roma, París i Viena); germà del jurista i segon marquès de Pidal Luis Pidal y Mon (acadèmic, diputat, ambaixador a Roma, ministre de Foment i president del Senat en diverses ocasions), i oncle de Ramón Menéndez Pidal, filòleg i director de la Reial Acadèmia Espanyola. Entre els seus fills destaquen Pedro Pidal (I marquès de Villaviciosa de Asturias) i el bibliòfil Roque Pidal.
De família asturiana, encara que nascut i educat a Madrid, sempre es va sentir profundament asturià. Va estudiar a l'institut San Isidro de la capital i en la Universitat Central, on va acabar la carrera de Dret. Es va integrar en el grup dels neocatòlics al costat d'altres joves com Enrique Pérez Hernández, Carlos María Perier, el marquès d'Heredia o el comte de Llobregat amb els quals va fundar la revista setmanal La Cruzada en 1867. En 1868 es casa amb Ignacia Bernaldo de Quirós y González-Cienfuegos, filla del marquès de Camposagrado, amb la qual tindria quinze fills dels quals van sobreviure tretze, entre els quals cal destacar Pedro Pidal, Marquès de Villaviciosa, i Roque Pidal, destacat biblòfil.

## Carrera política
El 24 d'agost de 1872 va ser elegit diputat en les Corts amadeistes per primera vegada pel districte de Villaviciosa (circumscripció d'Oviedo). Va tenir diverses intervencions en relació amb assumptes eclesiàstics i l'abolició de l'esclavitud a Puerto Rico. No va resultar elegit en les Constituents de la I República, però sí en les primeres de la Restauració, el 20 de gener de 1876. A partir d'aquest moment i fins a la seva mort el 1913 serà sempre diputat pel mateix districte i circumscripció en un total de quinze eleccions, sempre de signe profundament conservador i aliat al catolicisme més vaticanista, guanyant-se enemics entre els progressistes també asturians com l'escriptor Leopoldo Alas, "Clarín".
En 1874 va fundar La España Católica, que es convertiria en La España en 1875. Els dies 8 i 9 de març de 1876, amb motiu de la contestació al discurs de la Corona, Pidal té una intervenció contra Cánovas del Castillo a qui acusa de "fer estèril la restauració de la Monarquia espanyola, posant aquesta restauració al servei de la revolució". Ataca també al ministre Francisco Romero Robledo, "qui no té autoritat per dirigir unes eleccions", i finalment, critica la censura contra la premsa catòlica i conclou constatant la impossibilitat de conciliar la revolució amb la restauració monàrquica. Segons Aureliano Linares Rivas, Pidal "serà l'orador que va fer cèlebre el seu nom en la primera catilinaria contra Cánovas del Castillo i el seu govern".
El mateix any 1876 participa en el debat constitucional. El seu plantejament inicial és que la Constitució Espanyola de 1845 segueix vigent, perquè no va poder ser abolida pel manifest de Sandhurst. I que aquest text unirà als moderats i els membres de la Unió Liberal que no van participar en la revolució del 68 en la mesura que no reconeixien el dogma de la sobirania nacional, com les del 1812 i el 1837. Critica, finalment, l'existència d'una taula de drets en la Constitució Espanyola de 1876. Té a continuació una intervenció destacada al debat sobre l'article 11 del projecte constitucional, manifestant-se en contra de la llibertat de cultes i reivindicant els seus antecedents familiars i polítics. Pidal defensa la confessionalitat de l'Estat com una qüestió nacional, mentre Cánovas entén que no han de considerar-se com una mateixa cosa la filosofia i la política.
El 17 de maig participa en el debat sobre la col·lació de graus, mantenint que no sigui competència exclusiva de l'Estat afavorir a les Universitats d'inspiració catòlica que es van crear en aquell moment. El 18 d'aquest mes defensa els ordes religiosos. El 17 de juliol pren part activa al debat sobre la supressió dels furs bascos. Segons Pidal i Mon és una "llei de represàlia" contra els carlistes, per la qual cosa vota en contra.
En 1877 entra en la polèmica deslligada d'un article de Gumersindo de Azcárate que culpava la religió i la Inquisició de l'endarreriment científic d'Espanya afirmant que "la intolerància religiosa i la Inquisició van afavorir, en comptes de tallar-lo, el vol de la ciència" (La España, 24 de març de 1877). Gumersindo Laverde i Menéndez y Pelayo marquen distàncies respecte Pidal, que s'engrandirien amb els anys.
En 1881 es funda la Unió Catòlica, que preconitza la unitat de tots els catòlics que vulguin col·laborar per mitjans legals a finalitats religioses i socials. Els bisbes són els presidents de l'associació en la seva diòcesi. El 2 de gener de 1882 veu la llum el seu òrgan d'expressió, La Unión. El 6 de juny de 1887 apareixerà un altre diari vinculat a la mateixa organització amb el nom de la Unió Catòlica.
En 1883 es manifesta al Congrés en contra de la llei del matrimoni civil. El 29 d'abril d'aquest mateix any ingressa en la Reial Acadèmia Espanyola, ocupant la butaca ve majúscula que en un altre temps ocupés l'asturià Jovellanos. El seu discurs de recepció versa sobre fra Luis de Granada i la filosofia de l'eloqüència.
El desembre de 1883 viatja a Roma en companyia de Joaquín Sánchez de Toca Calvo. El papa Lleó XIII els recomana la participació en la vida pública, encara que no necessàriament amb un partit propi, sinó engrossint el partit "més afí". Un mes abans s'havia entrevistat amb el rei Alfons XII, interessat també a atreure als catòlics a la seva causa.

## Ministeris

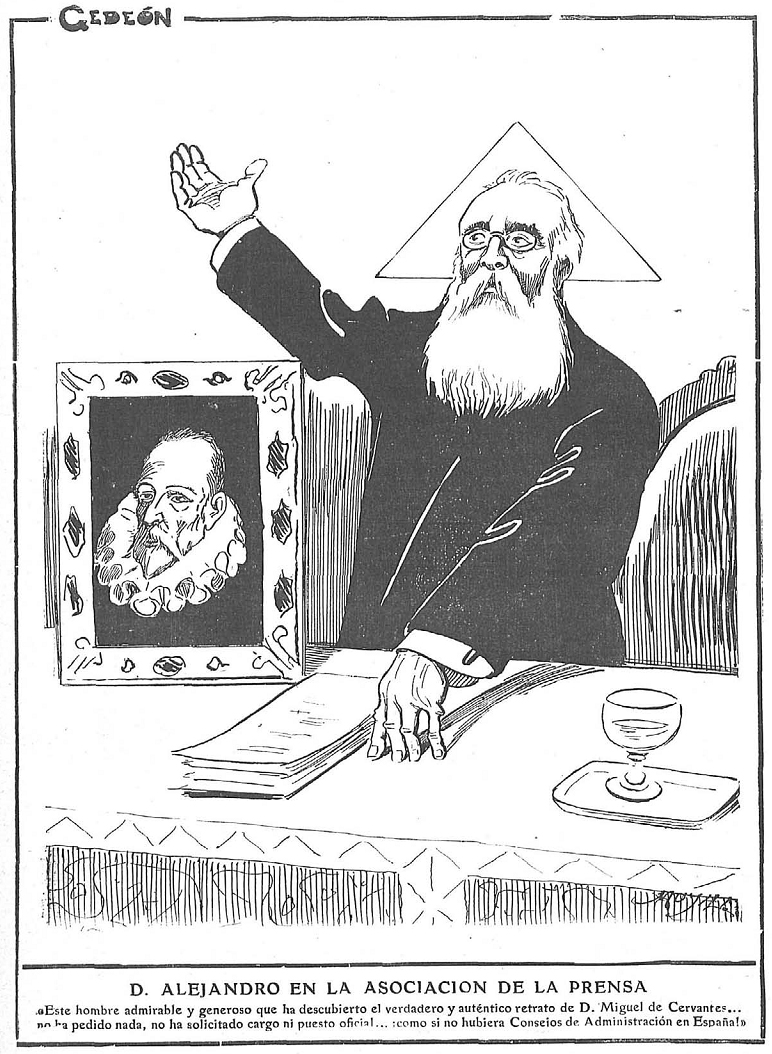
«D. Alejandro en la Asociación de la Prensa», en la revista satírica Gedeón, gener de 1912.

Un mes després, el 18 de gener de 1884, Alejandro Pidal y Mon és nomenat ministre de Foment en un gabinet presidit pel mateix Cánovas al que tan durament atacà en 1876. Romandrà gairebé dos anys en el ministeri, ocupant-se sobretot dels assumptes relacionats amb l'educació que depenien de Foment abans que es creés el Ministeri d'Instrucció Pública. Publica un decret sobre oposicions a càtedres i reforma l'Escola Normal Central de Madrid, la Facultat de Dret i el Cos d'Arxivers-Bibliotecaris. S'enfronta a la rebel·lió dels estudiants de la Universitat Central provocada per l'assetjament al catedràtic institucionalista Morayta pel seu discurs d'inauguració del curs universitari 1884-1885. Durant el seu mandat es van declarar monument nacional les muralles d'Àvila i Tarragona, la col·legiata de Nuestra Señora de Covadonga i l'aqüeducte de Segòvia. Al març de 1884 es publica una Reial Ordre prohibint que en les obres públiques fetes per l'Administració es treballés en els dies festius. El 18 de juny crea la Comissió de Defensa contra la fil·loxera, que estava arrasant els vinyers espanyols. En l'àmbit dels transports, el 14 d'agost de 1884 va quedar obert el trànsit ferroviari entre l'altiplà i Astúries a través del port de Payares. La mort d'Alfons XII al novembre de 1885 donarà lloc a un nou Gabinet del que ja no en formarà part.
En 1887 participa en el debat sobre la llei que estableix el judici per jurats para determinats delictes, oposant-se a la fórmula proposada pel ministre de Gracia i Justícia, Alonso Martínez.
El 3 de març de 1891 és nomenat president interí del Congrés dels Diputats i el 20 d'abril definitiu. Ocuparà la Presidència fins al 12 de desembre de 1892. Serà president per segona vegada des del 12 de maig de 1896 fins a l'1 de juliol de 1897. I per tercera i última vegada des del 3 de juny de 1899 fins al 3 d'abril de 1900. El 5 de novembre d'aquest mateix any és nomenat ambaixador davant la Santa Seu. El 18 de gener de 1902 presenta la renúncia al lloc, davant el projecte de modificació del Concordat que promou el govern Sagasta, i torna a Madrid.
En 1897, quan mor assassinat Cánovas del Castillo, el nom de Pidal és considerat per liderar el Partit Conservador, però la prefectura recau definitivament en Francisco Silvela. Després de la retirada d'aquest de la vida pública, el 1903, recolzarà Antoni Maura, a qui Silvela designa com a successor. El 3 de gener de 1898 accepta la presidència del Cercle Conservador de Madrid. El 8 de maig de 1905 dona lectura en la sessió commemorativa del Quixot presidida pel rei en l'Acadèmia Espanyola al discurs inconclús de l'escriptor Juan Valera y Alcalá Galiano, que acabava de morir.
En la legislatura de 1905-1906 va ser nomenat conseller d'Estat per al bienni 1906-1908. El 1906 s'enfronta a Marcelino Menéndez y Pelayo -que l'havia proposat com a acadèmic el 1902 i al discurs de recepció del qual en la de Ciències Morals i Polítiques havia contestat en 1894- per al càrrec de Director de l'Acadèmia, malgrat demanar-li diversos escriptors que retirés la seva candidatura. Enmig de fortes crítiques de la premsa, resulta escollitt primer de forma interina i després definitiva, provocant un distanciament cada vegada major amb l'historiador càntabre.

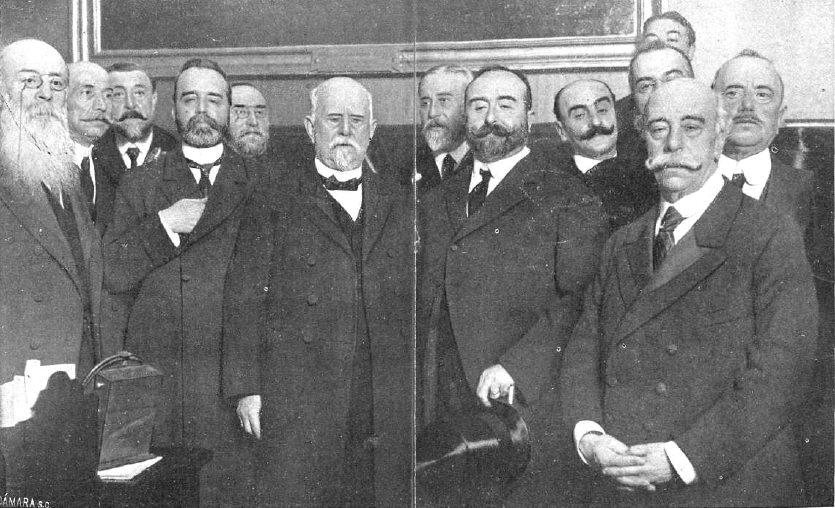
Pidal amb altres líders conservadors el 1913

El 1906, el 29 d'abril, pronuncia el discurs necrològic en honor del novel·lista José María de Pereda, mort l'1 de març i al que considera model del realisme d'inspiració catòlica i del regionalisme moderat. El 15 de gener de 1912 pronuncia una conferència en l'Associació de la Premsa de Madrid sobre "El retrato de Cervantes" sobre el suposat quadre de Miguel de Cervantes Saavedra pintat per l'artista Juan de Jáuregui. Participa al setembre, amb el seu germà Luis, en els actes commemoratius de les Corts de Cadis.
Alejandro Pidal y Mon va morir el 19 d'octubre de 1913 a Madrid. La família no va voler traslladar el cadàver al Palau del Congrés, com es feia habitualment amb els seus presidents. Se li van tributar honors de capità general de l'Exèrcit i la comitiva fúnebre va partir del seu domicili del carrer Fernando el Santo a l'església de San José al Carrer d'Alcalá i d'allí a l'estació de Príncipe Pío per ser traslladat a Astúries, on va rebre sepultura en Covadonga. El 25 va tenir lloc una sessió necrològica al Congrés dels Diputats amb intervencions dels diputats Maura, Vázquez de Mella, Azcárate i Suárez Inclán.
A més del llibre sobre Tomàs d'Aquino Alejandro Pidal només va publicar una altra obra extensa, El triunfo de los Jesuitas en Francia (1880). La resta de la seva producció són articles de premsa, conferències i discursos parlamentaris, molts d'ells publicats de forma independent.

## Altres càrrecs
Alejandro Pidal va ser acadèmic de la de Jurisprudència i Legislació, de la de Ciències Morales i Polítiques i de l'Espanyola. Electe de la d'Història, no va arribar a prendre possessió. Era cavaller de l'Orde del Toisó d'Or i la gran creu de l'Orde de Sant Gregori el Gran, concedida per breu del Papa Lleó XIII de 8 de maig de 1891. Posseïa a més nombroses condecoracions nacionals i estrangeres.